# Kortjewantsbrug

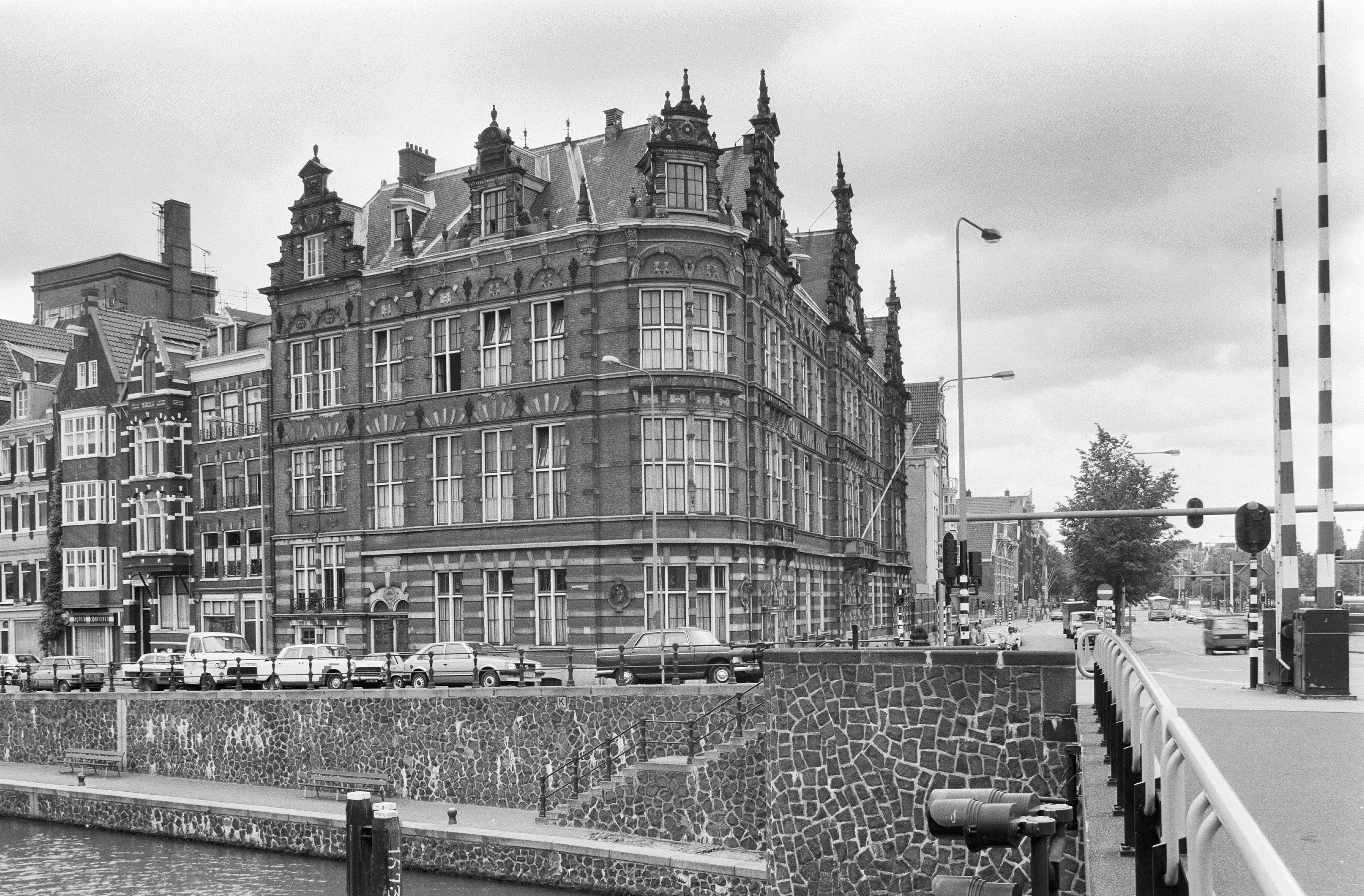
Kortjewantsbrug, Schippersgracht en Kweekschool voor de Scheepvaart.

De Kortjewantsbrug (brug 487), is een brug in Amsterdam-Centrum.

## Ligging
De brug is gelegen in de Prins Hendrikkade en voert over de Schippersgracht bij het Oosterdok en het Kadijksplein. De brug ligt over de scheepvaartroute van de Amstel, via de Nieuwe Herengracht, Schippersgracht en Oosterdok, naar het IJ. De brug maakt deel uit van de Prins Hendrikkade (stadsroute s116). In de directe omgeving van de brug bevinden zich het architectuurcentrum Arcam, het monumentale gebouw Prins Hendrikkade 191-194 van de voormalige Kweekschool voor de Zeevaart, de Scharrebiersluis, de Kattenburgerbrug en het Scheepvaartmuseum in 's Lands Zeemagazijn.

## Geschiedenis
Er ligt hier al eeuwen een brug. Frederik de Wit tekende de brug al in op zijn plattegrond uit 1688, al heette het water toen nog Heere Graft. J. Smit tekende hier rond 1724 al een dubbele houten ophaalbrug op houten jukken. Rond 1858 is er nog niet veel veranderd, volgens een andere tekening. Daarna wordt de brug hier weggehaald in verband met de vele scheepvaart hier, een brug hier zou meer open staan voor scheepvaart dan dat er verkeer overheen kon. Het wegverkeer moest gebruik maken van de brug bij de Scharrebiersluis. Dat levert voor het wegverkeer een vreemde kronkeling op. Regelmatig werden verzoeken gedaan om hier toch een brug neer te leggen (1885 en 1913), maar de scheepvaart naar de Nieuwe Vaart hield het tegen. In 1931 kwam de gemeente met de nota "Schema voor verkeersverbeteringen in de binnenstad", waarbij de Prins Hendrikkade tot een van de belangrijkste wegen door de binnenstad werd verheven. Echter in 1940 is er nog geen sprake van een nieuwe brug. De uitvoer van het plan volgde mede door de Tweede Wereldoorlog pas in 1961. In september 1961 werd begonnen met het baggeren en heien voor de nieuwe paalfundering. Alles werd klaargemaakt voor de vernieuwing van het verkeerstraject tussen het Centraal Station Amsterdam en de Oostelijke Eilanden. Hiervoor moest een groot terrein opnieuw ingericht worden, want ook de Kattenburgerbrug moest vernieuwd en verbreed worden. De hele inrichting kwam van de Dienst der Publieke Werken waar toen architect Dick Slebos werkzaam was, als opvolger van Piet Kramer. De kosten werden geraamd op bijna 11 miljoen gulden; de geschatte werktijd is vier jaar. Op 17 augustus 1966 was het werk zodanig gevorderd, dat het enorme brugdek van de nieuwe Kortjewantsbrug kan worden geplaatst. Voor het omhoog trekken van het gevaarte is een motor nodig die 38 pk levert. Het brugdek weegt 130 ton en is gefabriceerd door de Rotterdamse Droogdok Maatschappij; het gevaarte werd per schip naar Amsterdam vervoerd. In mei 1968 werd de brug gedeeltelijk geopend, in september is het gehele terrein klaar, er werd zeven jaar aan gewerkt. De afronding van de werkzaamheden werd kort daarna gevolgd door de opening van de IJ-tunnel.

## Onderdelen
De brug heeft opvallende onderdelen:
- Er is een bijzonder grote basculekelder onder het westelijke bruggenhoofd; die grootte maakte het mogelijk om daar muziekuitvoeringen ten gehore te brengen (sinds 2006).[3]
- In een van de landhoofden is een voetgangerstunnel aangelegd, om het voetverkeer gescheiden te houden van het wegverkeer; elders werden deze tunnels afgesloten vanwege drugsgebruikers en daklozen; de tunnel hier is nog toegankelijk.
- Naast de brug, aan de kant van het Oosterdok, is een opvallend rond brugwachtershuisje uit 1967 geplaatst, eveneens ontworpen door Dirk Slebos,[4] vanuit het huisje worden de bruggen in de omgeving bediend: deze brug, de Kattenburgerbrug, de Scharrebiersluis, de Latjesbrug en de Hortusbrug.
- Onder de brug ligt de Kortjewantskering; die gesloten kan worden tijdens het nachtelijk spuien en bij hoogwaterbemaling in de boezem rond het Noordzeekanaal. Daartoe is een zware houten deur op rollers geplaatst; zie ook de waarschuwing van een waterdrempel op de walkanten.
- De weg in de vorm van een kwart cirkel naar de Kattenburgerbrug heeft een ondergrond van gewapend beton, dus sluitend tussen beide bruggen.

## Vernoeming
Op deze plek was eerder een oorgatbrug, waarin door luiken een smalle opening vrij kwam als een schip met mast passeerde. De brugwachter riep dan iets als "Kort je want" om de schippers er op te wijzen dat ze voorzichtig moesten zijn met het touwwerk (want) aan hun mast. Hieraan ontleent de brug haar naam.
<<< · 400 · 401 · 402 · 403 · 404 · 405 · 406 · 407 · 408 · 409 · 410 · 411 · 413 · 414 · 415 · 416 · 417 · 418 · 419 · 420 · 421 · 422 · 423 · 424 · 425 · 427 · 429 · 430 · 431 · 432 · 433 · 434 · 435 · 436 · 437 · 438 · 439 · 440 · 441 · 442 · 443 · 444 · 445 · 446 · 447 · 448 · 449 · 450 · 451 · 452 · 453 · 454 · 455 · 456 · 457 · 458 · 459 · 460 · 461 · 462 · 463 · 464 · 465 · 466 · 469 · 470 · 471 · 472 · 473 · 474 · 475 · 476 · 478 · 479 · 480 · 482 · 483 · 485 · 486 · 487 · 488 · 489 · 490 · 491 · 492 · 493 · 494 · 495 · 496 · 497 · 499 · >>>
Brugnummers 412, 426, 428, 467, 468, 477, 481, 484 en 498 zijn niet (meer) vergeven.